# Rökstuga

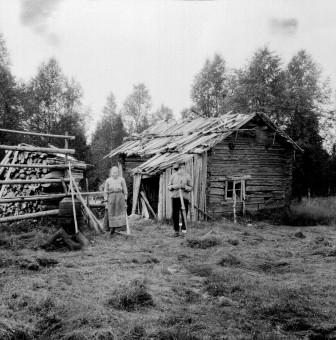
Rökstugan i Nittberget, Grangärde finnmark, år 1923.

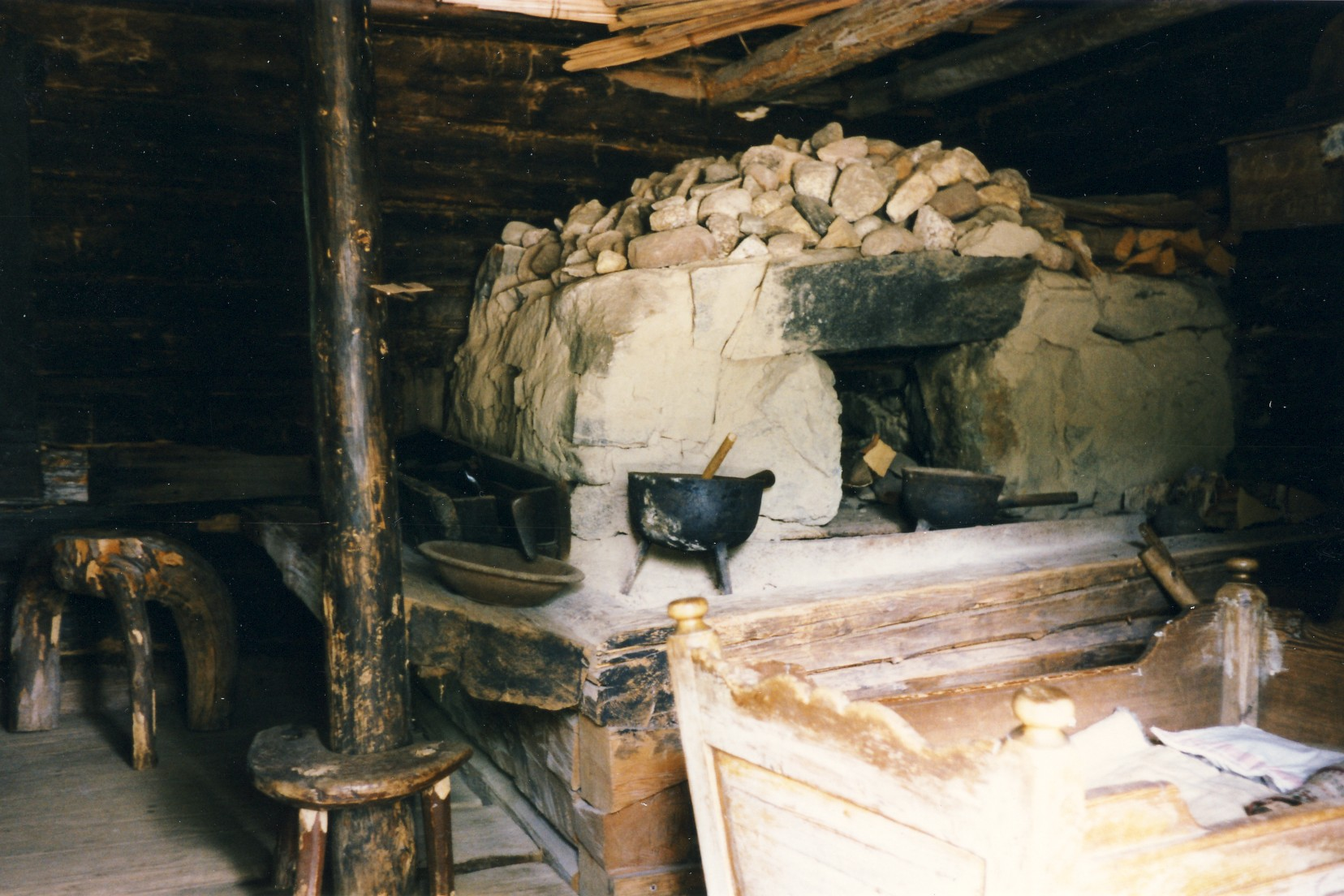
Finngammelgårdens pörte, interiör.

Rökstuga är ett begrepp som innefattar flera olika typer av bostadshus (stugor), som har det gemensamt att de har eldstad, men saknar skorsten. De kan antingen ha en öppen eldstad mitt på golvet, på en eldpall, eller en rökugn. Principen är att den varma röken hålls kvar under taket i stugan, och röklagrets tjocklek regleras med hjälp av ventiler för såväl luftinsläpp vid golvet och rökutsläpp vid eller genom taket (röklucka). 
I Sverige förknippas rökstugan särskilt med skogsfinnar, vars rökstugor kallas pörten, och som i vissa fall användes ända fram till 1900-talets mitt. Rökstugor har i olika utformningar funnits på andra håll. Det forntida långhuset värmdes på detta sätt, liksom det sedan medeltiden kända eldhuset och den i sen tid, för tillfälligt boende i samband med skogsarbete, ofta använda eldpallkojan. Enligt en beskrivning av Carl von Linné förekom rökstugor byggda av korsvirke med halmtak och rökugn i Ravlunda socken i östra Skåne i mitten av 1700-talet, men även på andra håll, bland annat i Östergötland finns rökstugor beskrivna. På samiskt område finns torvkåtor, byggda enligt samma princip beskrivna.